# Catedrala Sfinții Petru și Paul din Brno
Catedrala Sf. Petru și Paul (cunoscută și sub numele Petrov) (în cehă Katedrála svatého Petra a Pavla) este un lăcaș de cult romano-catolic situat pe dealul Petrov din cartierul Brno-centru al orașului Brno. Este un monument cultural național, unul dintre cele mai importante monumente de arhitectură din sudul Moraviei și, de asemenea, printre cele mai cunoscute simboluri ale orașului Brno (este reprezentat, de exemplu, pe moneda cehă de 10 coroane). Aspectul exterior impresionant cu cele două turnuri înalte de 84 de metri este în stil neogotic, în timp ce interiorul este în mare parte baroc, fiind realizat de sculptorul morav Ondřej Schweigl.
Actuala înfățișare a bisericii se datorează arhitectului vienez August Kirstein, care a câștigat un concurs de arhitectură în anul 1901. Biserica a fost reconstruită pe baza planurilor sale în perioada 1904-1909 în stilul neogotic. 

## Istoric

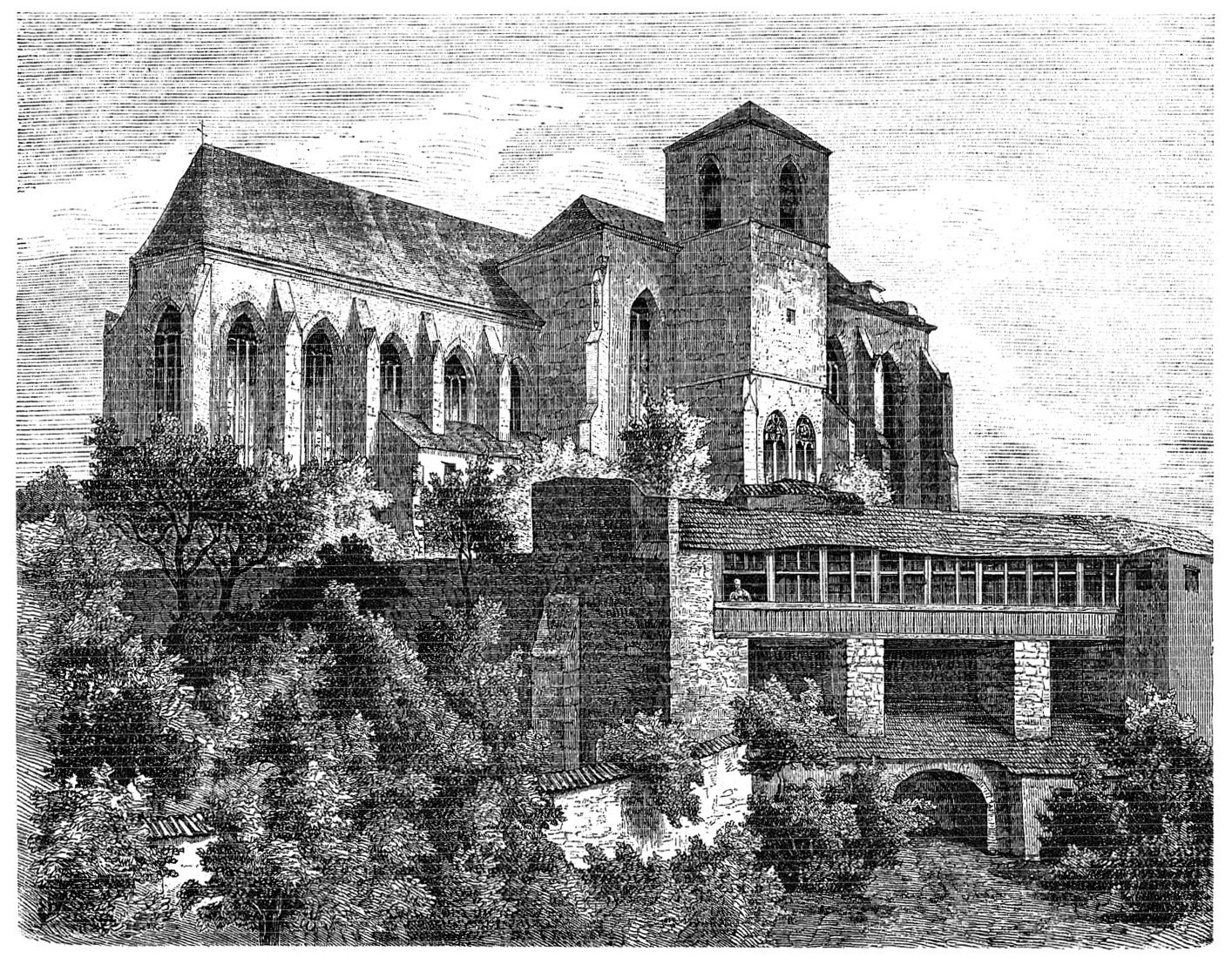
Catedrala în anul 1874

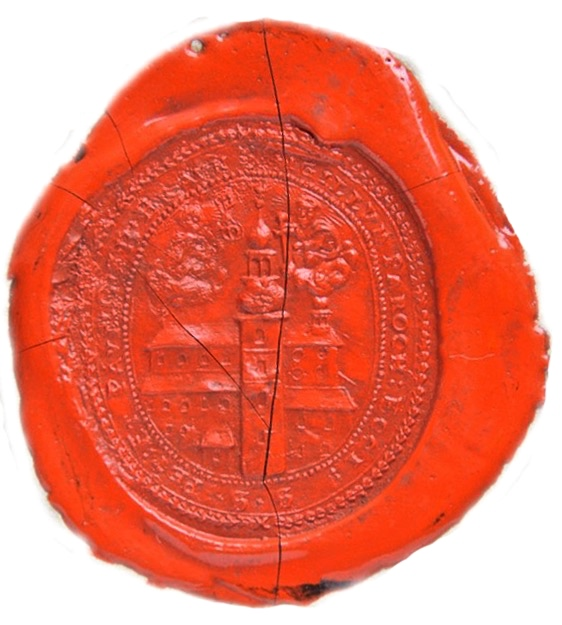
Pecetea catedralei Sf. Petru și Paul din Brno

Începerea construcției catedralei datează din secolele XI–XII, când pe acest loc s-a aflat o veche capelă romanică. Lucrările de construcție erau începute la sfârșitul secolului al XII-lea, în timpul domniei margrafului Conrad al II-lea Otto, duce al Boemiei (1189-1191), când se afla aici o biserică ce avea propria sa absidă și criptă. Construcția a continuat până la sfârșitul secolului al XIII-lea, iar rămășițele bazilicii romanice au fost recent descoperite în timpul săpăturilor arheologice din catedrală de la începutul secolului XXI-lea și sunt acum accesibile publicului. Edificiul a fost apoi reconstruit în secolul al XIV-lea în stil gotic timpuriu ca o bazilică cu trei nave, iar importanța sa a crescut după ce a devenit biserică parohială și apoi capitul canonic. 
Biserica a fost grav avariată de mai multe ori, mai ales în timpul Războiului de Treizeci de Ani, când a devenit ținta tunurilor generalului suedez Lennart Torstensson și a ars complet, iar turnurile sale s-au prăbușit. Reconstrucția realizată în secolul al XVIII-lea a urmărit refacerea interiorului în stil baroc, care era foarte popular pe atunci. Lucrările au fost coordonate de arhitectul Maurice Grimm și au inclus construirea unor altare laterale noi și eliminarea unei mari părți a elementelor gotice din interior. Reconstrucția a fost continuată de arhitectul local František Benedikt Jangles. În anii 1879–1891 s-a început modificarea arhitecturală a bisericii. În acest timp se lucra la reconstrucția în stil neogotic a capelei Sfintei Fecioare Maria din prezbiteriu și, de asemenea, a sacristiei. 
Forma actualului altar principal datează de la sfârșitul secolului al XIX-lea, când altarul vechi în stil baroc a fost înlocuit cu un altar de lemn în stil neo-gotic, cu înălțimea de 11 m. Altarul a fost realizat de sculptorul vienez Josef Leimera în 1891 și prezintă la partea superioară răstignirea lui Cristos, iar la partea inferioară pe toți cei doisprezece apostoli. În exteriorul catedralei, lângă zidurile acesteia, se află pietrele funerare ale episcopilor Václav Urban Stuffler și Vincenc Josef Schrattenbach, precum și ale membrilor altor familii nobile. Pe partea stângă a intrării principale se află un amvon exterior numit „Kapistránka”, după fratele franciscan Ioan de Capistrano, care a predicat la Brno în a doua jumătate a anului 1451. Acest amvon, cu toate acestea, nu a fost folosit, el fiind construit mai târziu în amintirea sa. Turnurile impresionante din prezent au fost construite abia în perioada 1901-1909 de către arhitectul vienez August Kirstein.

## Inscripția de deasupra intrării
Pe fațada de deasupra intrării principale în catedrală este amplasat un citat în limba latină din Evanghelia după Matei:
„ Venite ad me omnes qui laboratis et onerati estis / et ego reficiam vos tollite iugum meum super / vos et discite a me quia mitis sum et humilis / corde et invenietis requiem animabus vestris / iugum enim meum suave est et onus meum leve est.”—Evanghelia după Matei 11, 28-30

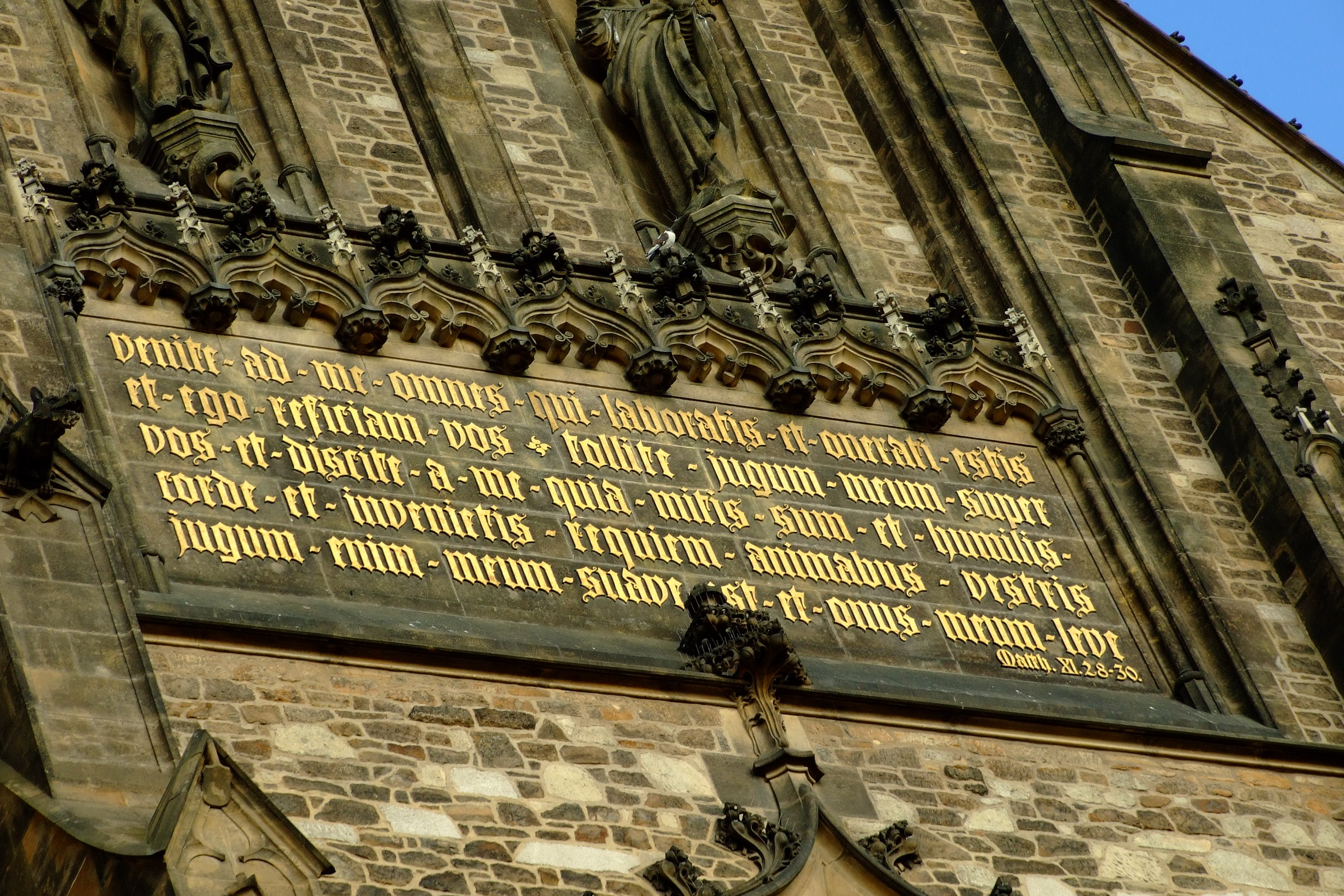
Citat din Evanghelia după Matei amplasat pe fațada catedralei

Acest citat este tradus astfel în limba română: „Veniți la mine toți cei osteniți și împovărați și eu vă voi da odihnă! Luați asupra voastră jugul meu și învățați de la mine, că sunt blând și smerit cu inima, și veți găsi alinare pentru sufletele voastre! Căci jugul meu este lesne de purtat, iar povara mea este ușoară.”

## Sunetul clopotelor
În mod tradițional, clopotele catedralei bat la ora 11 dimineața, în loc de ora 12. Motivul acestei anomalii se datorează, potrivit legendei, faptului că invadatorii suedezi au promis, atunci când împresurau orașul Brno în timpul Războiului de Treizeci de Ani, că vor suna retragerea în caz că nu vor ocupa orașul până la amiază în ziua de 15 august. Lupta era în curs de desfășurare, iar unii cetățeni mai isteți au decis să bată clopotele cu o oră mai devreme, păcălindu-i pe suedezi să se retragă și să plece cu mâinile goale.

## Programul slujbelor religioase
- Duminică: 7.30, 9.00 & 10.30
- Luni: 7.30
- Marți: 7.30 & 19.00
- Miercuri: 7.30 & 17.30
- Joi: 7.30 & 17.30
- Vineri: 7.30 & 17.30
- Sâmbătă: 7.30

## Numismatică
Catedrala Sf. Petru și Paul din Brno este reprezentată pe moneda de 10 coroane cehe din 1993.

## Imagini

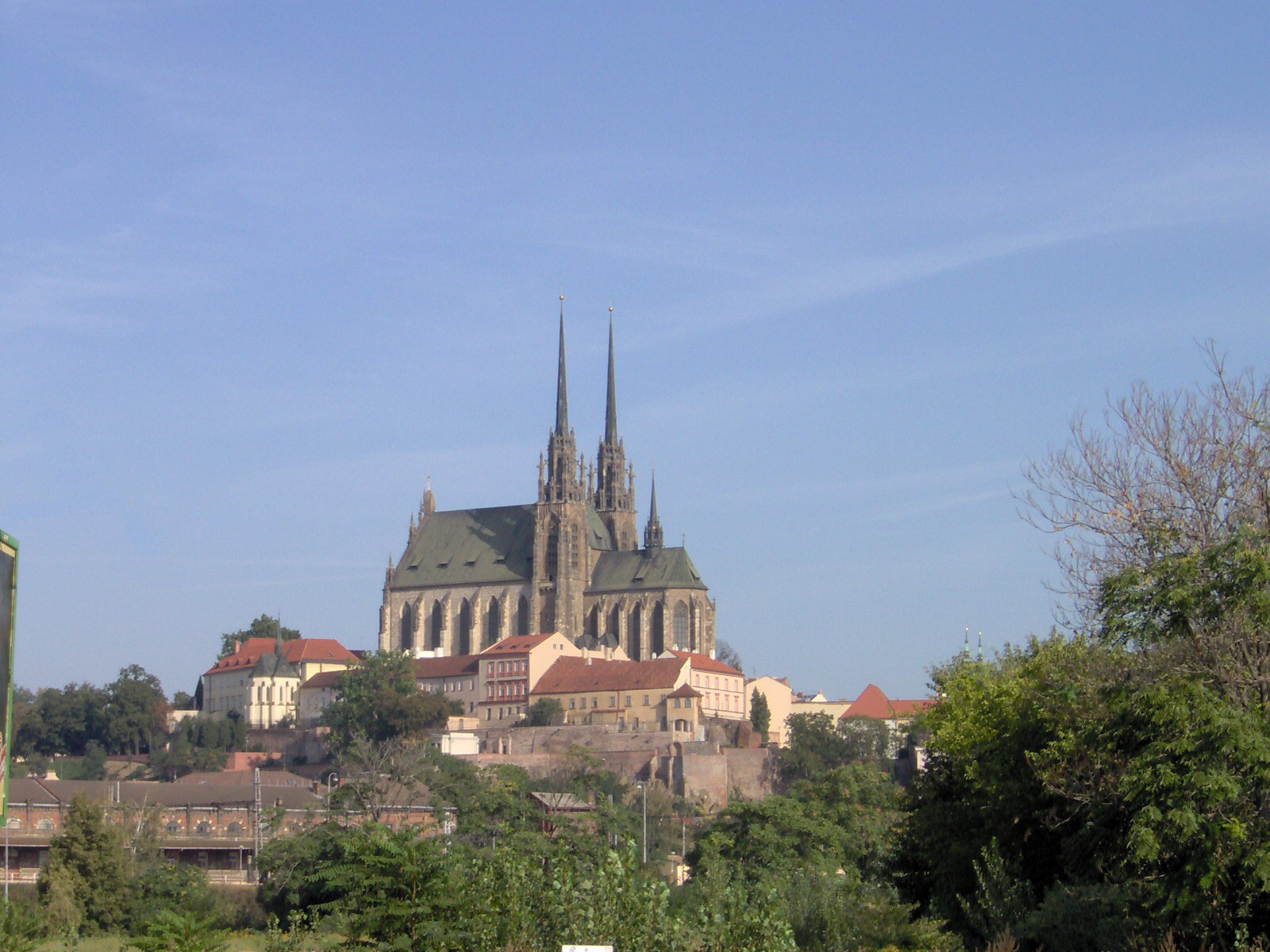
Catedrala Sf. Petru și Paul din Brno
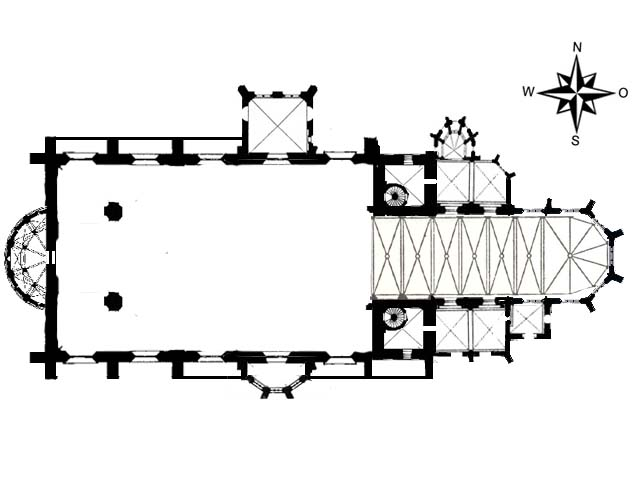
Planul catedralei
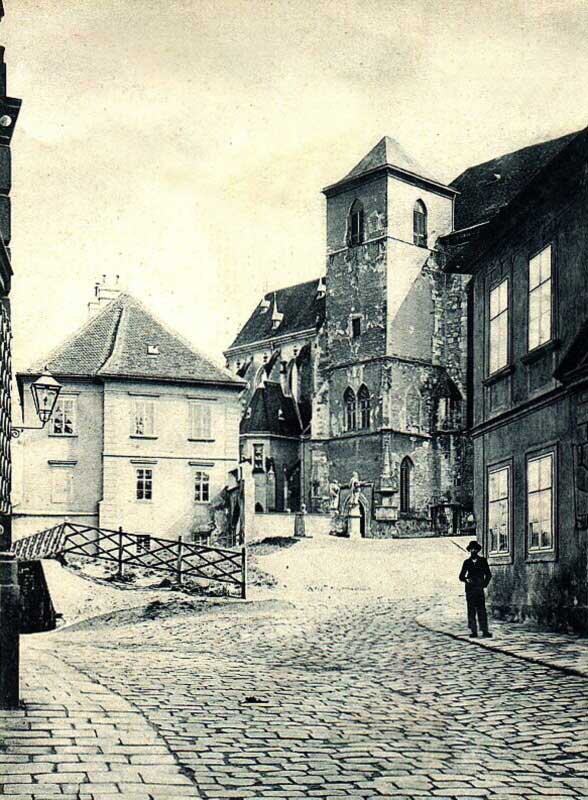
Catedrala înainte de reconstrucția în stil neogotic
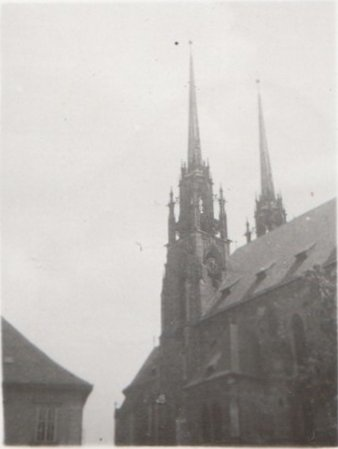
O fotografie făcută în jurul anului 1960
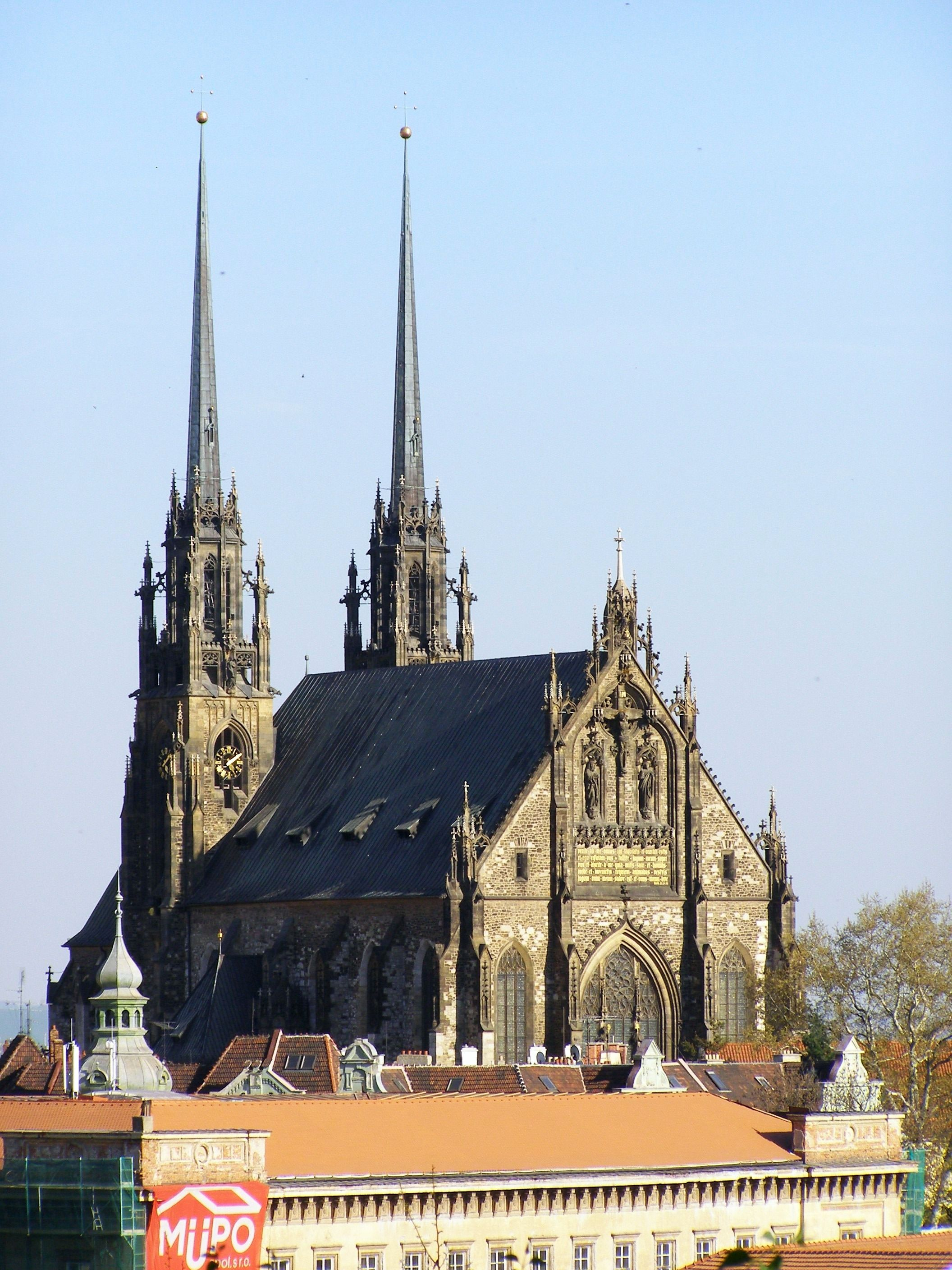
Vedere din castelul Špilberk
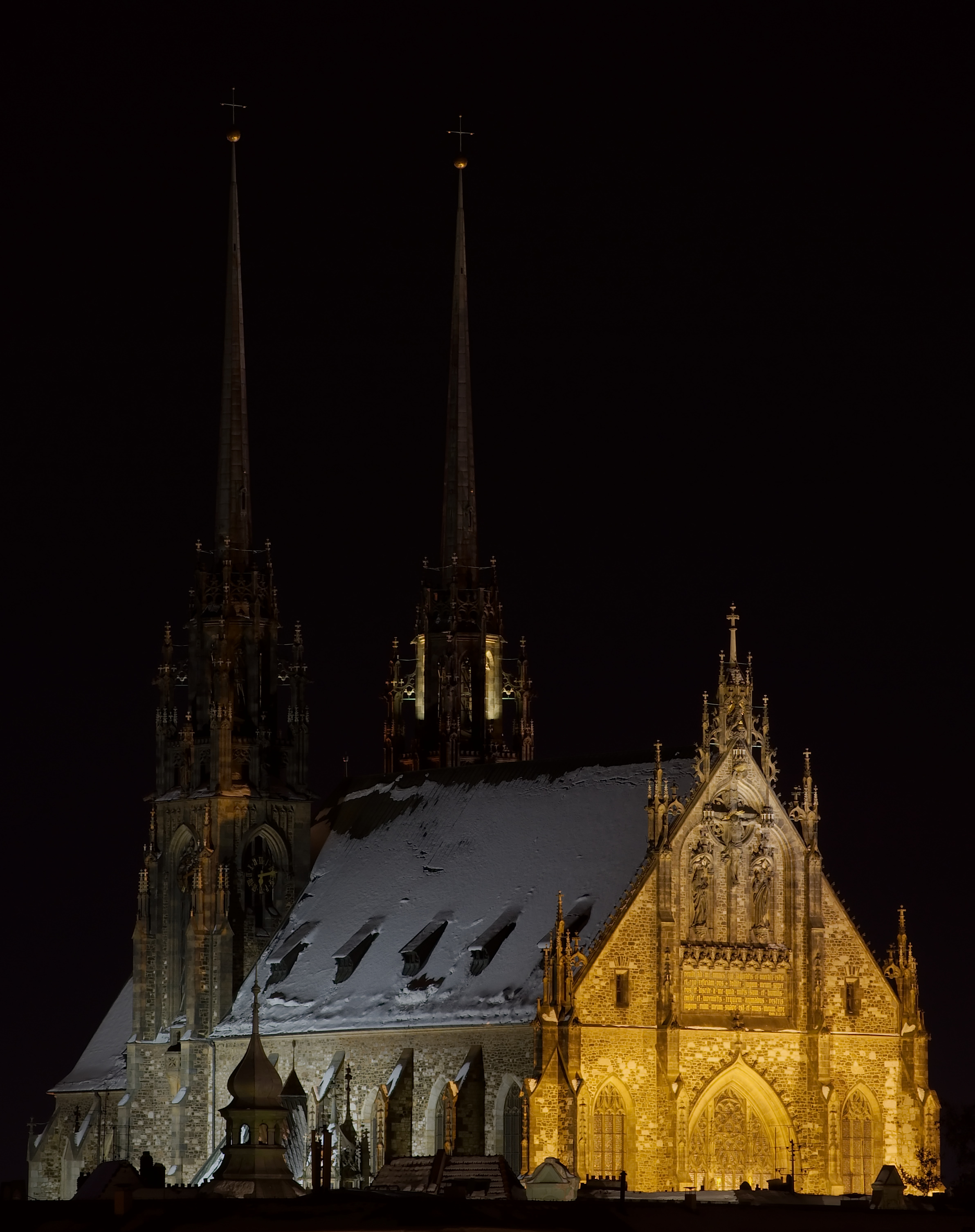
Vedere într-o noapte de iarnă din castelul Špilberk
Catedrala văzută din turnul Primăriei Vechi
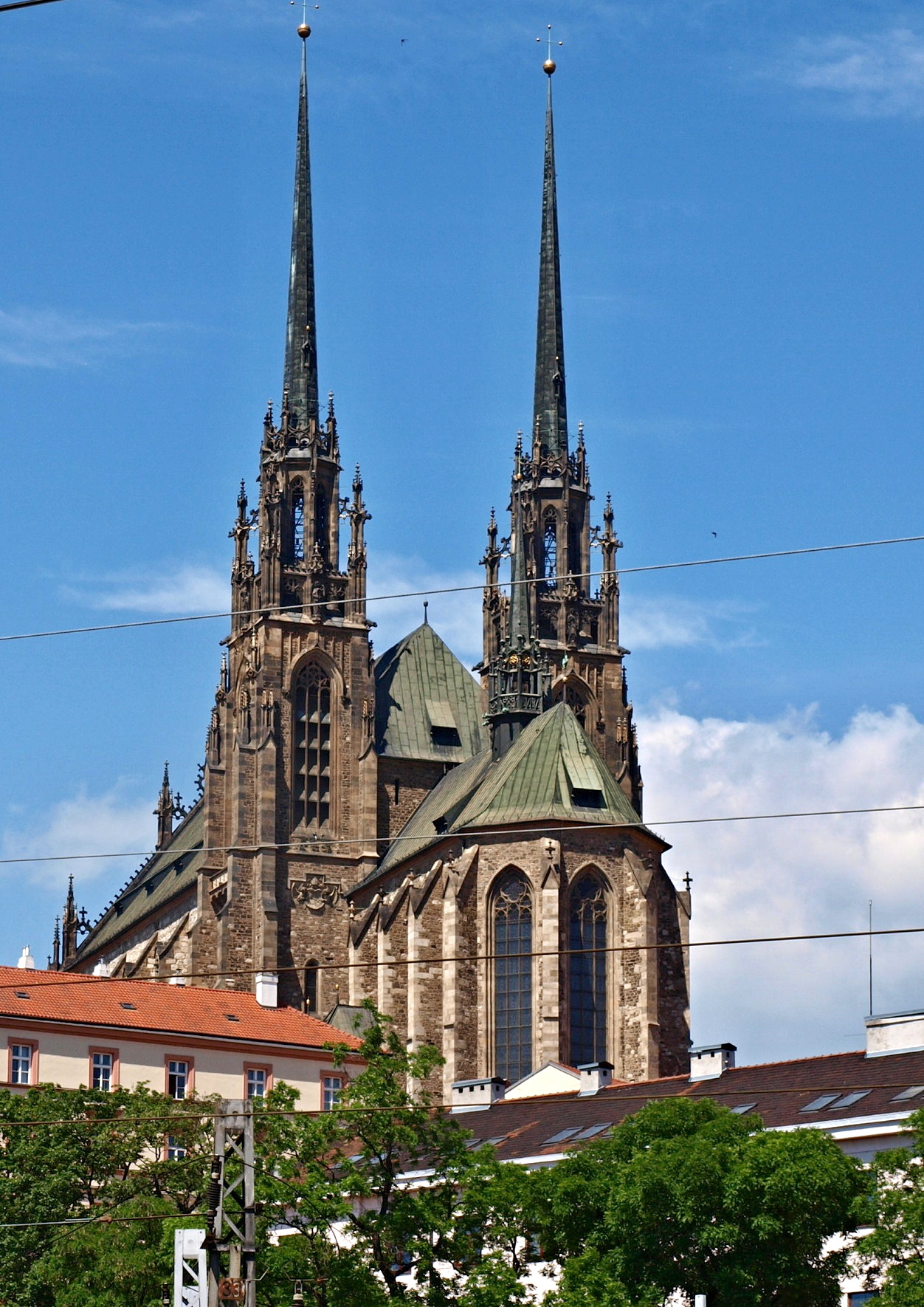
Turnurile catedralei
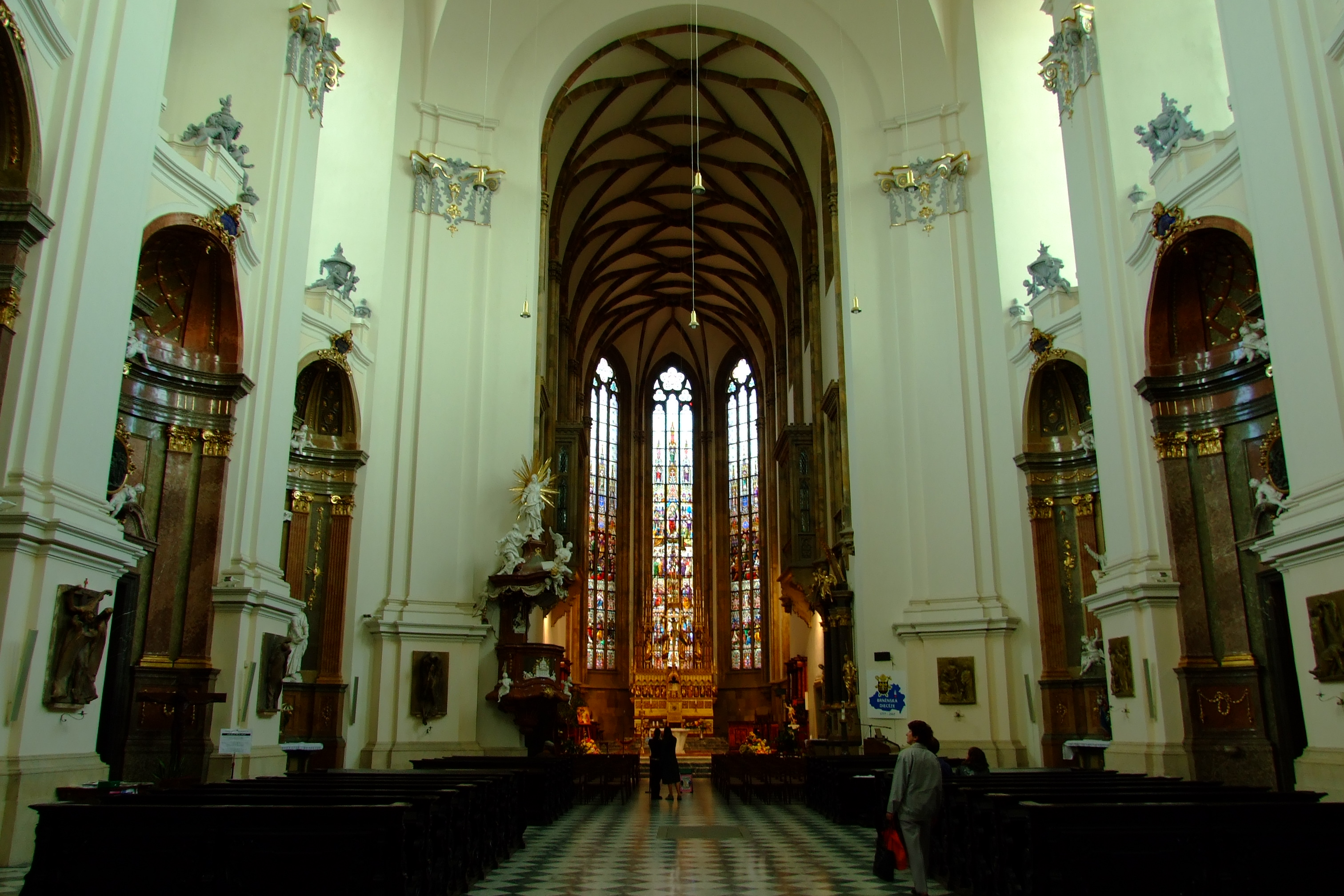
Interiorul catedralei
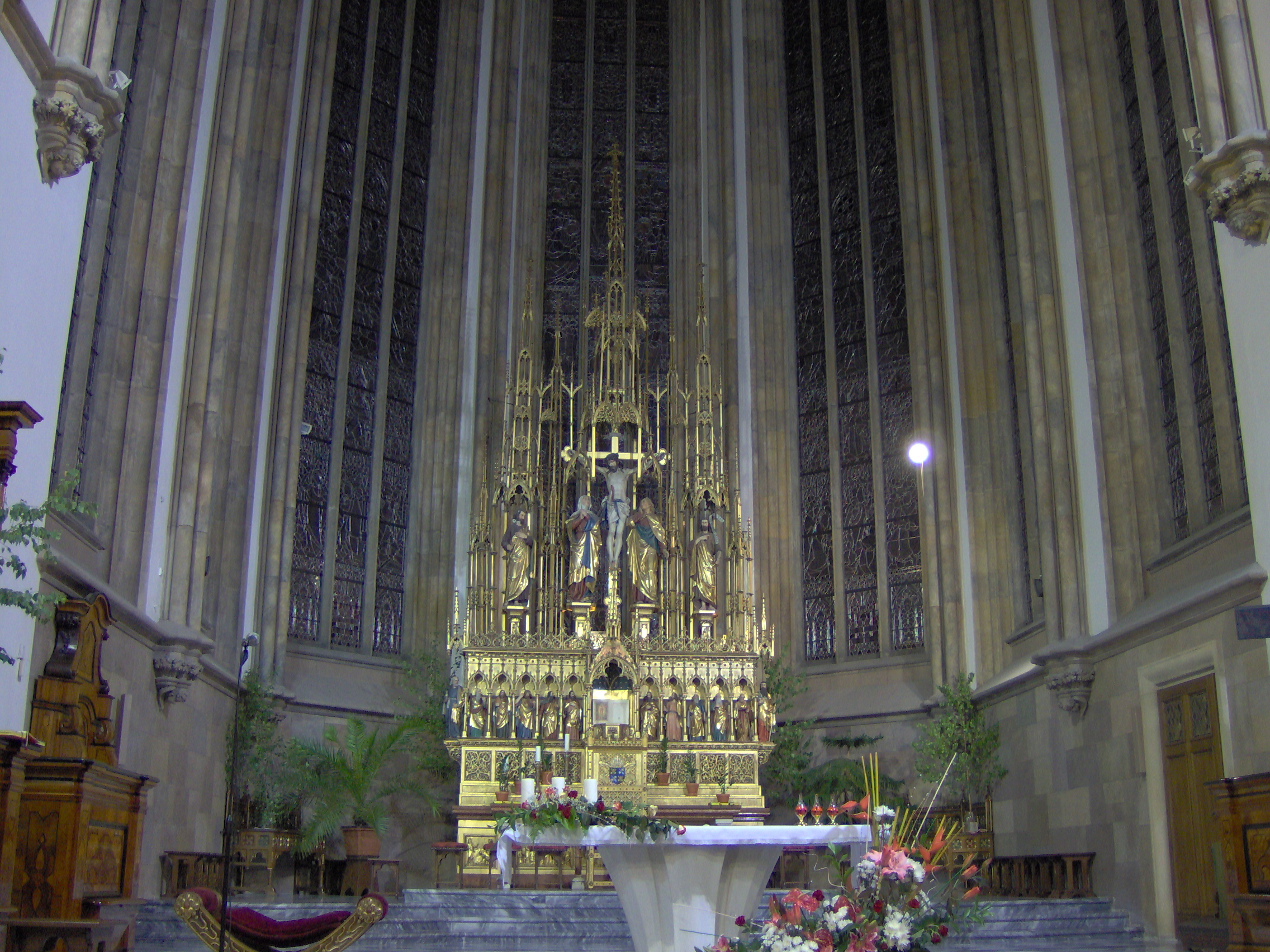
Altarul catedralei
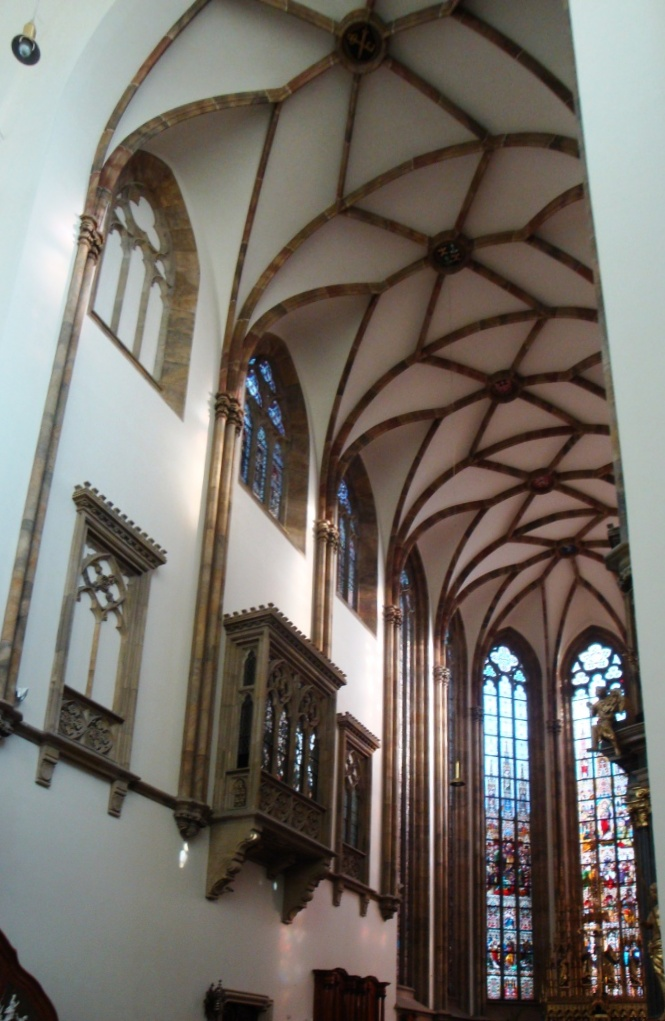
Bolta gotică a prezbiteriului
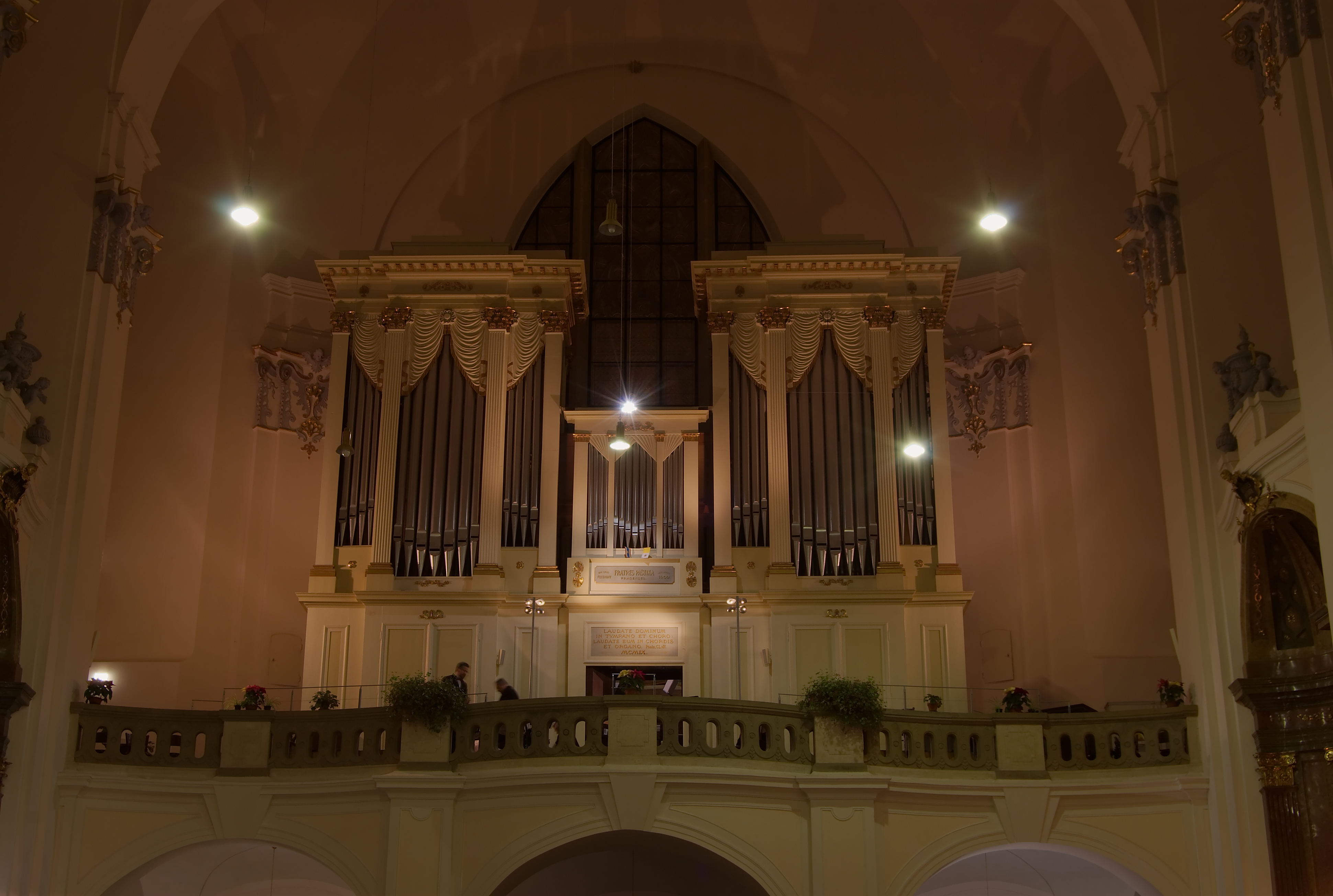
Orga catedralei
Mormântul episcopului Václav Urban Stuffler din exteriorul catedralei
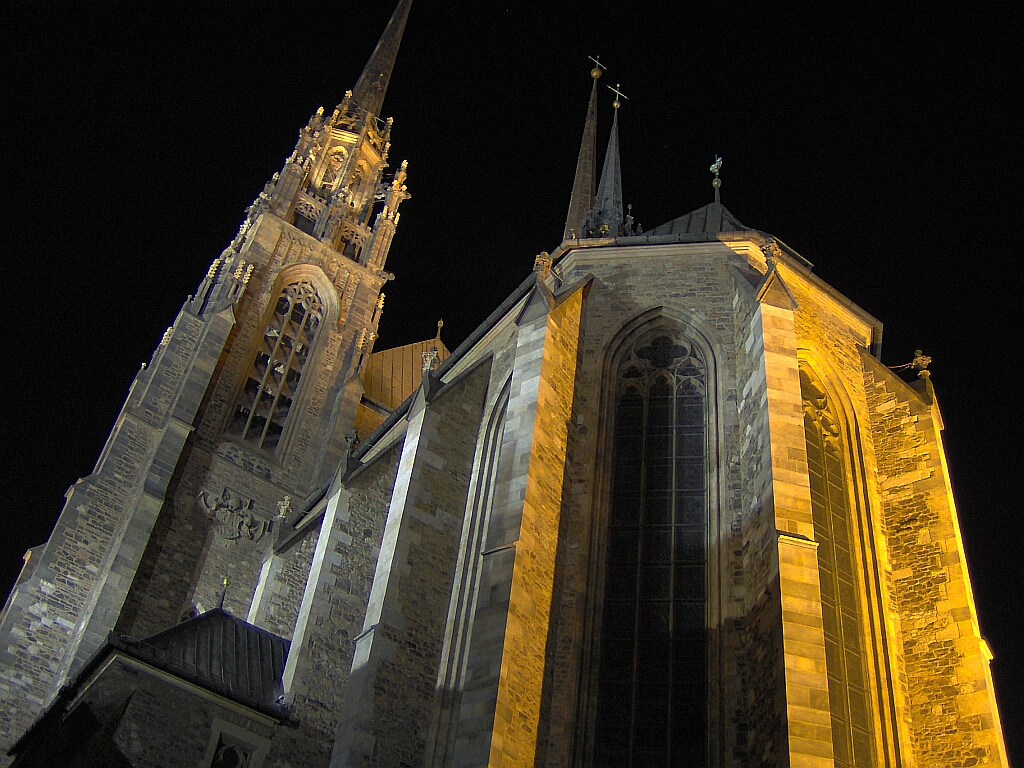
Vedere nocturnă a catedralei
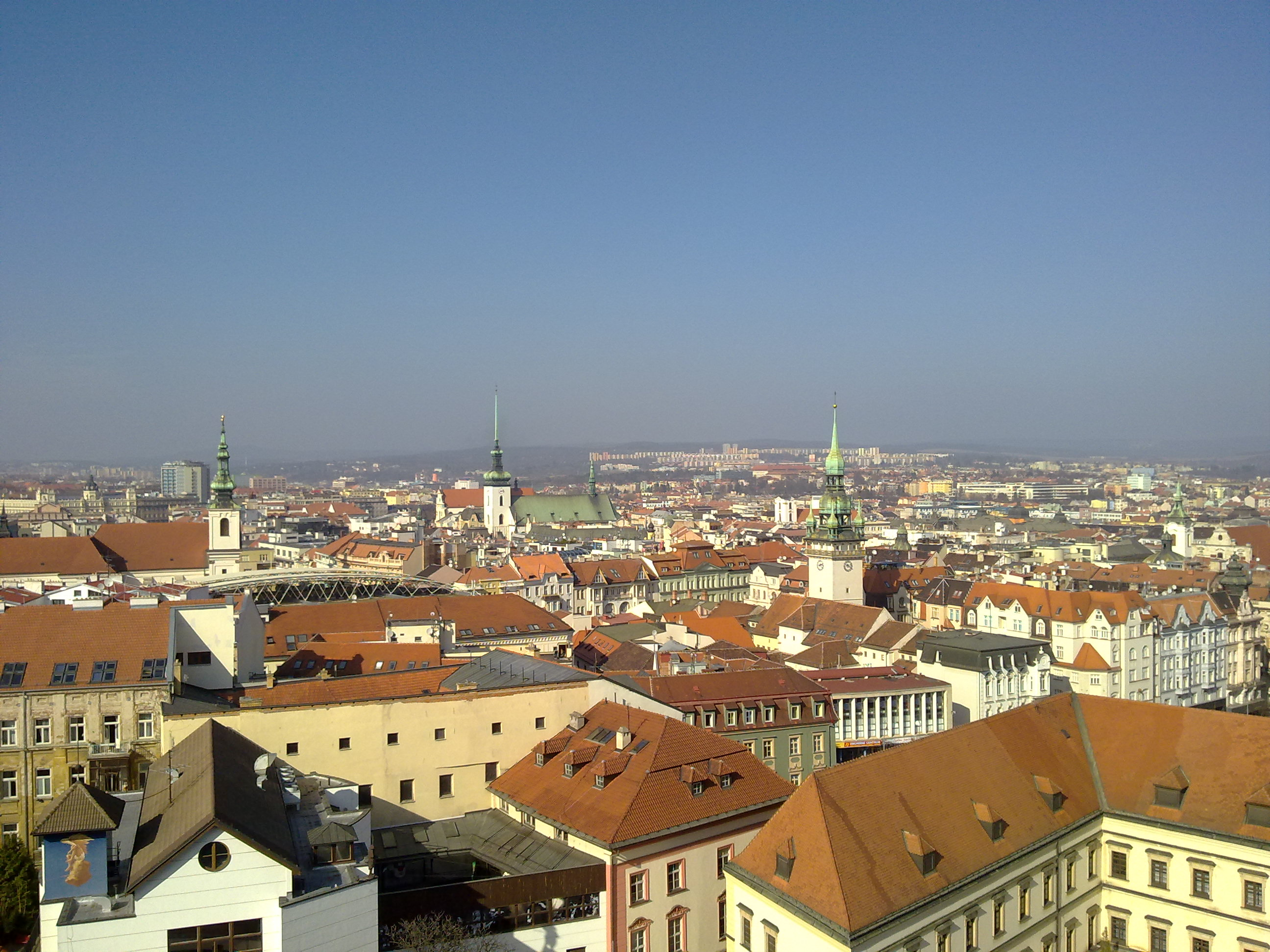
Vedere a centrului istoric al orașului din turnul catedralei
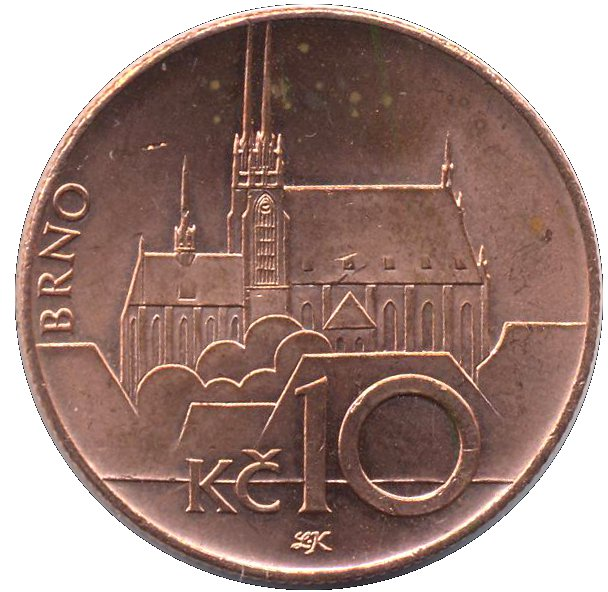
Reprezentarea catedralei pe moneda de 10 coroane cehe
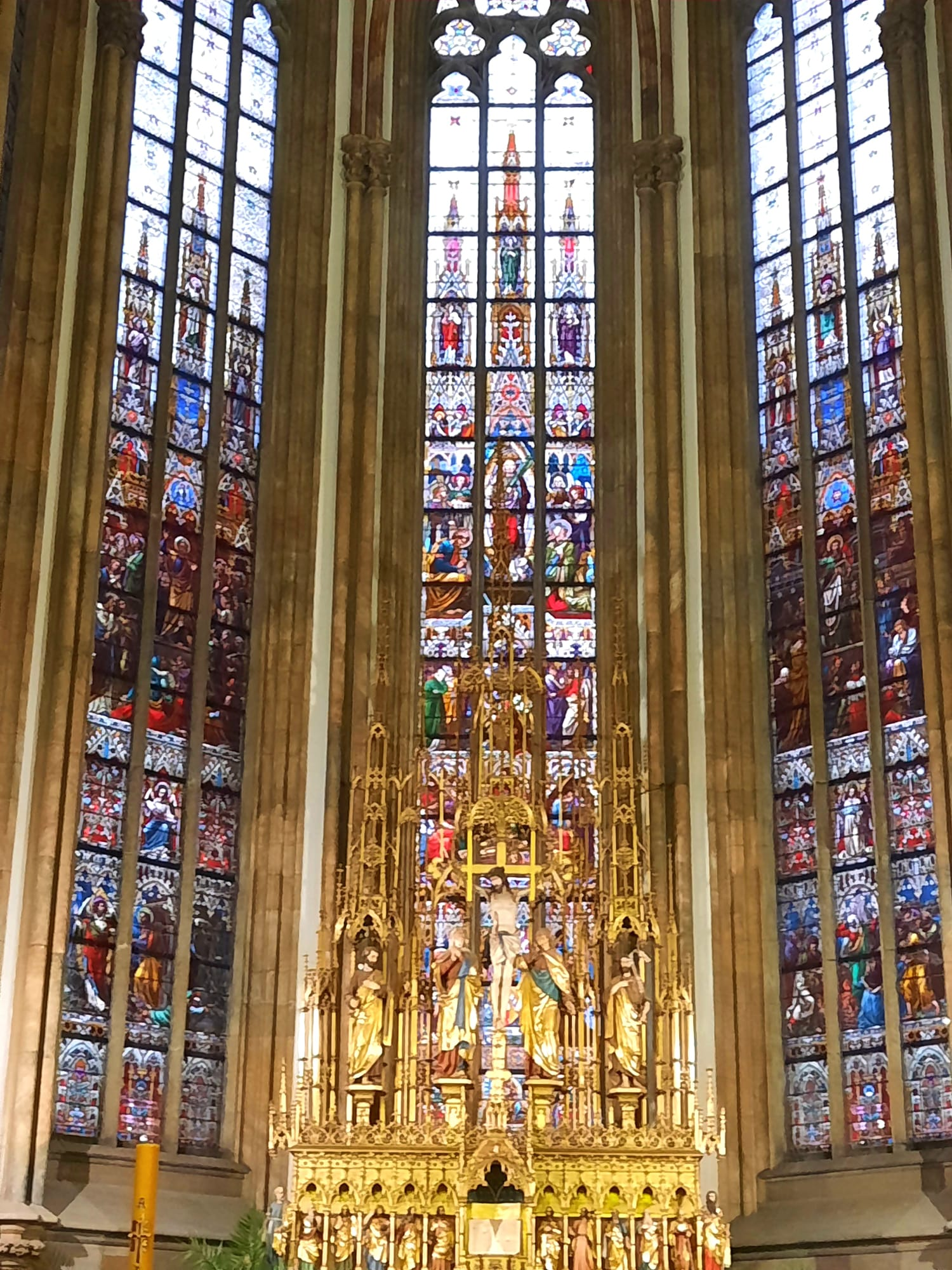
Vitraliu din Catedrala din Brno